# Karl August Ferdinand von Borcke

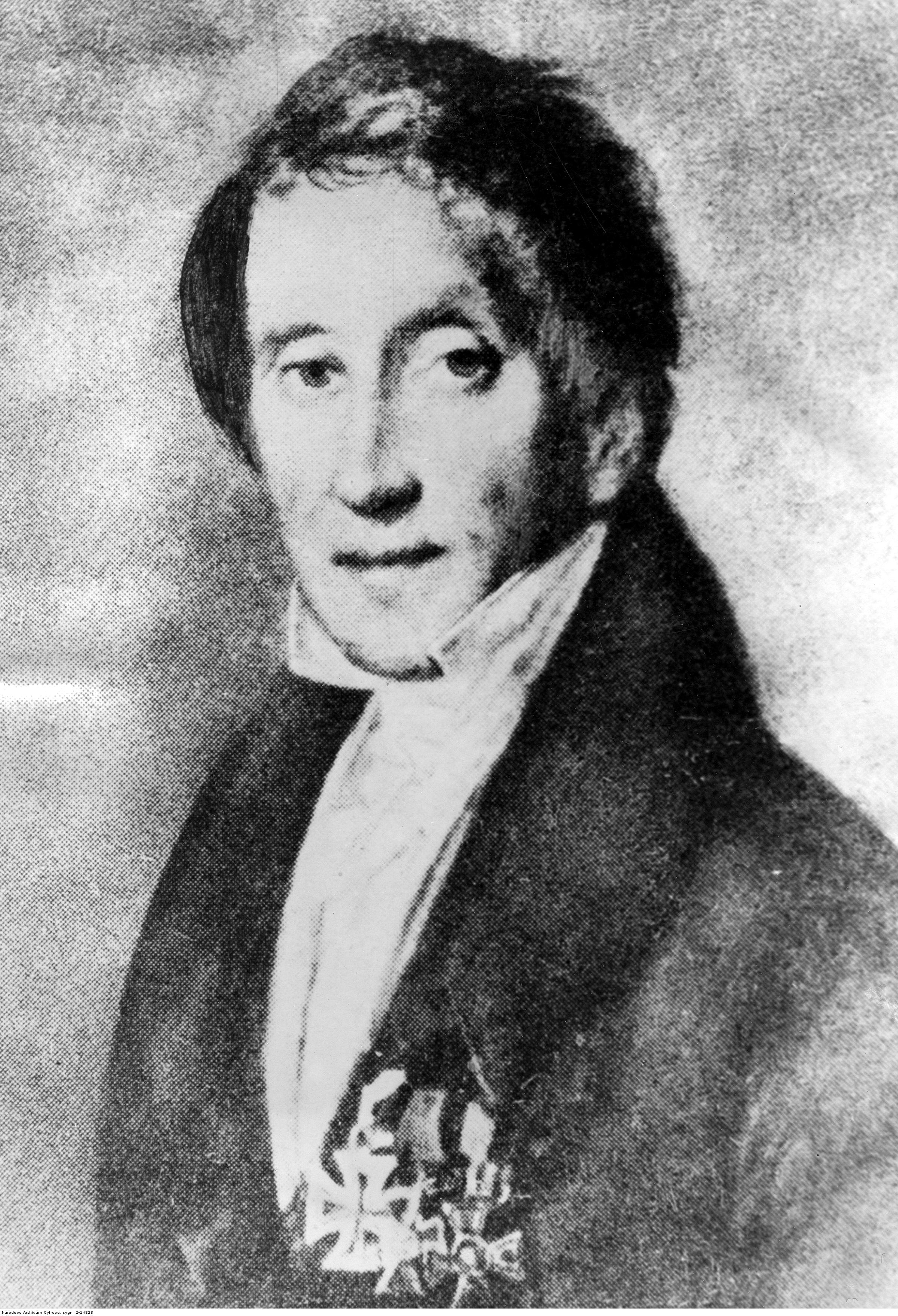
Karl August Ferdinand von Borcke

Karl August Ferdinand von Borcke (* 18. Februar 1776 in Stargard in Pommern; † 15. Dezember 1830 ebenda) war ein preußischer Generalleutnant.

## Leben

### Herkunft
Er entstammte der altpommerschen Familie Borcke und war der Sohn des preußischen Majors a. D. Ernst Gottlieb Kurt von Borcke (1757–1816), Herr auf Dewsberg, und dessen Ehefrau Anna Greinert, verwitwete Hallensleben. Sein Bruder Ernst von Borcke (1774–1838) war preußischer Generalmajor.

### Militärkarriere
Von April 1787 bis April 1789 besuchte er das Gymnasium in Stargard und danach ein Jahr die Kadettenschule in Berlin. 1790 trat er als Gefreitenkorporal in das Infanterieregiment „von Raumer“ der Preußischen Armee ein und diente ab 1793 als Fähnrich im Depotbataillon. 1794 in das Regiment einrangiert, wurde er im Juli 1795 zum Sekondeleutnant befördert. Seit Mai 1802 übte Borcke die Funktion eines Gouverneurs an der Académie militaire in Berlin aus, deren Direktor ad interim er, inzwischen Kapitän, im Juli 1809 wurde. Im Mai 1810 zum Major befördert, übernahm er 1811 das Kommando über das Füsilierbataillon des 1. Pommerschen Infanterieregiment (Nr. 2), mit dem er am Russlandfeldzug Napoleons teilnahm. Für Tapferkeit und Verwundung im Gefecht bei Dahlenkirchen an der Düna bei Riga am 22. August 1812 erhielt Borcke den Orden Pour le Mérite.
Unter dem Kommando Dörnbergs kämpfte Borcke mit seinem Bataillon am 2. April 1813 erfolgreich im Gefecht bei Lüneburg. In diesem ersten größeren Gefecht der Befreiungskriege verdiente sich Borcke die Beförderung zum Oberstleutnant und das kurz zuvor von König Friedrich Wilhelm III. gestiftete Eiserne Kreuz II. Klasse. Er gilt als der erste Träger dieser Auszeichnung. Am 30. Mai 1813 konnte er sich als Kommandeur des Füsilier-Bataillons im Gefecht an der Nettelnburger Schleuse auszeichnen. Im Juli 1813 zum Kommandeur des Brandenburgischen Infanterie-Regiments ernannt und im September zum Oberst befördert, nahm Borcke an den Feldzügen 1813/14 und 1815 teil. In der Völkerschlacht von Leipzig erwarb er das sich das Eiserne Kreuz I. Klasse, den Schwert-Orden und den Orden des Heiligen Wladimir. Am 8. Dezember 1813 erhielt Borcke das Eichenlaub zum Pour le Mérite. Im Mai 1814 wurde er Generalmajor und Brigadekommandeur. Er kämpfte in der Schlacht von Ligny und war danach bis 1817 den Besatzungstruppen in Frankreich zugeteilt. Seit 1818 kommandierte er die 4. Division in Stargard, wo er 1824 zum Generalleutnant ernannt wurde.
Am 15. Dezember 1830 verunglückte Borcke auf einer Jagd im Friedrichswalder Forst und starb am selben Tag in Stargard, wo er begraben wurde.

### Familie
Borcke heiratete 1806 Ernestine Johanna Christiane von Broesigke (1764–1836), geschiedene von Le Coq.